# Освајачи олимпијских медаља у атлетици — скок удаљ за мушкарце
Освајачи олимпијских медаља у атлетици у дисциплини скок удаљ за мушкарце која је на програму од првих Олимпијских игара у Атини 1896. приказани су у следећој табели, а резултати су исказани у метрима.
| Олимпијске игре             | Злато                                      | Резултат     | Сребро                                        | Резултат | Бронза                                    | Резултат |
| Атина 1896. детаљи          | Елери Кларк САД                            | 6,35 ОР      | Роберт Гарет САД                              | 6,00     | Џејмс Брендан Коноли САД                  | 5,84     |
| Париз 1900. детаљи          | Алвин Кренцлајн САД                        | 7,185 ОР     | Мајер Принстајн САД                           | 7,185    | Патрик Лихи · Уједињено Краљевство        | 6,95     |
| Сент Луис 1904. детаљи      | Мајер Принстајн САД                        | 7,34 ОР      | Данијел Френк САД                             | 6,89     | Роберт Стангланд САД                      | 6,88     |
| Атина 1906.                 | Мајер Принстајн САД                        | 7,20         | Питер О'Конор · Уједињено Краљевство          | 7,025    | Хјуго Френд САД                           | 6,96     |
| Лондон 1908. детаљи         | Френк Ајронс САД                           | 7,48 ОР      | Данијел Кели САД                              | 7,09     | Келвин Брикер Канада                      | 7,08     |
| Стокхолм 1912. детаљи       | Алберт Гатерсон САД                        | 7,60 ОР      | Келвин Брикер Канада                          | 7,21     | Георг Оберг · Шведска                     | 7,18     |
| Антверпен 1920. детаљи      | Вилијам Петересон · Шведска                | 7,15         | Карл Џонсон САД                               | 7,095    | Ерик Абрахамсон · Шведска                 | 7,08     |
| Париз 1924. детаљи          | Вилијам Дехарт Хабард САД                  | 7,44         | Ед Гордин САД                                 | 7,27     | Свер Хансен · Норвешка                    | 7,26     |
| Амстердам 1928. детаљи      | Ед Хам САД                                 | 7,73 ОР      | Силвио Катор · Хаити                          | 7,58     | Алфред Бејтс САД                          | 7,40     |
| Лос Анђелес 1932. детаљи    | Ед Гордон САД                              | 7,64         | Ламберт Ред САД                               | 7,60     | Чухеи Намбу · Јапан                       | 7,45     |
| Берлин 1936. детаљи         | Џеси Овенс САД                             | 8,06 ОР      | Луц Лонг Немачка                              | 7,87     | Наото Таџима · Јапан                      | 7,74     |
| Лондон 1948. детаљи         | Вили Стил САД                              | 7,825        | Тео Брус · Аустралија                         | 7,555    | Херб Даглас САД                           | 7,545    |
| Хелсинки 1952. детаљи       | Џером Бифл САД                             | 7,57         | Мередит Гордин · Аустралија                   | 7,53     | Еден Фелдеши · Мађарска                   | 7,30     |
| Мелбурн 1956. детаљи        | Грег Бел САД                               | 7,83         | Џон Бенет САД                                 | 7,68     | Јорма Валкама · Финска                    | 7,48     |
| Рим 1960. детаљи            | Ралф Бостон · САД                          | 8,12         | Ирвин Робертсон · САД                         | 8,11     | Игор Тер-Ованесјан · Совјетски Савез      | 8,04     |
| Токио 1964. детаљи          | Лин Дејвис · Уједињено Краљевство          | 8,07         | Ралф Бостон · Сједињене Америчке Државе       | 8,03     | Игор Тер-Ованесјан · Совјетски Савез      | 7,99     |
| Мексико Сити 1968. детаљи   | Боб Бимон · Сједињене Америчке Државе      | 8,90 СР / ОР | Клаус Бер · Источна Немачка                   | 8,19     | Ралф Бостон · Сједињене Америчке Државе   | 8,16     |
| Минхен 1972. детаљи         | Ренди Вилијамс · Сједињене Америчке Државе | 8,24         | Ханс Баумгартнер · Западна Немачка            | 8,18     | Арни Робинсон · Сједињене Америчке Државе | 8,03     |
| Монтреал 1976. детаљи       | Арни Робинсон · Сједињене Америчке Државе  | 8,35         | Ренди Вилијамс · Сједињене Америчке Државе    | 8,11     | Франк Вартенбергерг · Источна Немачка     | 8,02     |
| Москва 1980. детаљи         | Луц Домбровски · Источна Немачка           | 8,54         | Франк Пашек · Сједињене Америчке Државе       | 8,21     | Валериј Подлужни · Совјетски Савез        | 8,18     |
| Лос Анђелес 1984. детаљи    | Карл Луис · Сједињене Америчке Државе      | 8,54         | Гари Хани · Аустралија                        | 8,24     | Ђовани Еванђелисти · Италија              | 8,24     |
| Сеул 1988. детаљи           | Карл Луис · Сједињене Америчке Државе      | 8,72         | Мајк Пауел · Сједињене Америчке Државе        | 8,49     | Лари Мајрикс · Сједињене Америчке Државе  | 8,27     |
| Барселона 1992. детаљи      | Карл Луис · Сједињене Америчке Државе      | 8,67         | Мајк Пауел · Сједињене Америчке Државе        | 8,64     | Џо Грин · Сједињене Америчке Државе       | 8,34     |
| Атланта 1996. детаљи        | Карл Луис · Сједињене Америчке Државе      | 8,50         | Џејмс Бекфорд · Јамајка                       | 8,29     | Џо Грин · Сједињене Америчке Државе       | 8,24     |
| Сиднеј 2000. детаљи         | Иван Педросо · Куба                        | 8.55         | Џај Торима · Аустралија                       | 8.49     | Роман Шчуренко · Украјина                 | 8.31     |
| Атина 2004. детаљи          | Двајт Филипс · Сједињене Америчке Државе   | 8,59         | Џон Мофит · Сједињене Америчке Државе         | 8,47     | Хоан Лино Мартинез · Шпанија              | 8,32     |
| Пекинг 2008. детаљи         | Ирвинг Саладино · Панама                   | 8,34         | Годфри Котсо Мокоена · Јужноафричка Република | 8,24     | Ибрахим Камехо · Куба                     | 8,20     |
| Лондон 2012. детаљи         | Грег Радерфорд · Уједињено Краљевство      | 8,31         | Мичел Вот · Аустралија                        | 8,16     | Вил Клеј · Сједињене Америчке Државе      | 8,12     |
| Рио де Жанеиро 2016. детаљи | Џеф Хендерсон · Сједињене Америчке Државе  | 8,38         | Луво Мањонга · Јужноафричка Република         | 8,37     | Грег Радерфорд · Уједињено Краљевство     | 8,29     |
| Токио 2020. детаљи          | Милитиадис Тентоглу Грчка                  | 8.41         | Хуан Мигуел Ечевариа Куба                     | 8.41     | Мајкел Масо Куба                          | 8.21     |
| Париз 2024. детаљи          | Милитиадис Тентоглу Грчка                  | 8,48         | Вејн Пикок Јамајка                            | 8,36     | Матија Фурлани Италија                    | 8,34     |
| Лос Анђелес 2028.           |                                            |              |                                               |          |                                           |          |

## Биланс медаља у скоку удаљ за мушкарце
Стање после ЛОИ 2024.
|     | Држава                    |    |    |    |    |
| --- | ------------------------- | -- | -- | -- | -- |
| 1.  | Сједињене Америчке Државе | 23 | 15 | 11 | 49 |
| 2.  | Уједињено Краљевство      | 2  | 1  | 2  | 5  |
| 3.  | Грчка                     | 2  | 0  | 0  | 2  |
| 4.  | Источна Немачка           | 1  | 1  | 1  | 3  |
| 5.  | Шведска                   | 1  | 0  | 2  | 3  |
| 6.  | Куба                      | 1  | 1  | 2  | 4  |
| 7.  | Панама                    | 1  | 0  | 0  | 1  |
| 8.  | Аустралија                | 0  | 5  | 0  | 5  |
| 9.  | Јужноафричка Република    | 0  | 2  | 0  | 2  |
| 9.  | Јамајка                   | 0  | 2  | 0  | 2  |
| 11. | Канада                    | 0  | 1  | 1  | 2  |
| 12. | Хаити                     | 0  | 1  | 0  | 1  |
| 12. | Немачка                   | 0  | 1  | 0  | 1  |
| 12. | Западна Немачка           | 0  | 1  | 0  | 1  |
| 15. | Совјетски Савез           | 0  | 0  | 3  | 3  |
| 16. | Јапан                     | 0  | 0  | 2  | 2  |
| 16. | Италија                   | 0  | 0  | 2  | 2  |
| 18. | Финска                    | 0  | 0  | 1  | 1  |
| 18. | Мађарска                  | 0  | 0  | 1  | 1  |
| 18. | Норвешка                  | 0  | 0  | 1  | 1  |
| 18. | Украјина                  | 0  | 0  | 1  | 1  |
| 18. | Шпанија                   | 0  | 0  | 1  | 1  |
|     | Укупно 22 земље           | 31 | 31 | 31 | 93 |

## Рференце
1. ↑  На десетогодишњицу првих модерних Олимпијских игара одржане су 1906. у Атини тзв. Олимпијске међуигре у организацији МОКа. Ове Међуигре МОК не признају као олимпијске игре а освојене медаље се не приписују земљама које су их освојиле